# يوراي سيغاريتش
يوراي سيغاريتش (بالكرواتية: Juraj Segarić)‏ مواليد 20 يونيو 1993 في زادار، كرواتيا، هو لاعب كرة سلة كرواتي. بدأ مسيرته الاحترافية في سنة 2011. لعب مع نادي زغرب لكرة السلة من سنة 2012 إلى 2014، ثم لعب مع نادي زادار لكرة السلة في موسم 2014–2015، ثم لعب مع نادي دومجاله لكرة السلة في سنة 2017.

## روابط خارجية
- يوراي سيغاريتش على موقع كرة السلة الأوروبية.كوم (الإنجليزية)
- يوراي سيغاريتش على موقع ريلجم (الإنجليزية)
- يوراي سيغاريتش على موقع بروبوليرز (الإنجليزية)